# Lewis Neal
Lewis Ryan Neal (Leicester, 14 juli 1981) is een Engels voetballer die bij voorkeur als middenvelder speelt. Hij verruilde in 2015 DC United voor Orlando City SC.

## Clubcarrière
Neal startte zijn carrière bij Stoke City waar hij op 6 december 2000 tegen Scarborough zijn debuut maakte. Hij speelde bij Stoke zeventig competitiewedstrijden waarin hij tweemaal doel trof. In 2001 werd hij ook nog uitgeleend aan het IJslandse ÍB Vestmannaeyja. In 2005 tekende hij bij Preston North End. Preston North End's Marlon Broomes maakte in die deal de overstap naar Stoke City. In 2008 werd hij uitgeleend aan Notts County. 
Na vijfenzestig competitiewedstrijden te hebben gespeeld voor Preston North End tekende hij in 2009 bij Carlisle United. Hij maakte zijn debuut tegen Walsall. De club besloot aan het einde van het seizoen echter niet met Neal door te gaan. Op 2 juli 2009 tekende hij een contract bij Shrewsbury Town. Op 22 januari 2011 besloot Shrewsbury Town niet verder te gaan met Neal. Vervolgens trainde hij mee met het Amerikaanse Orlando City uit de USL Pro, het derde niveau in de Verenigde Staten. Hij nam deel aan een vriendschappelijke wedstrijd tegen Philadelphia Union waarin hij een doelpunt maakte. Op 21 maart 2011 tekende hij uiteindelijk bij Orlando City. 
Begin 2012 had hij een stage bij Real Salt Lake. Een contract wist hij echter niet af te dwingen. Op 13 maart 2012 tekende hij bij DC United uit de Major League Soccer. Na drie jaar bij DC United te hebben gespeeld keerde hij terug naar Florida nadat hij in de 'MLS Expansion Draft 2014' gekozen was door Orlando City SC